# Altes Schuelhüsli

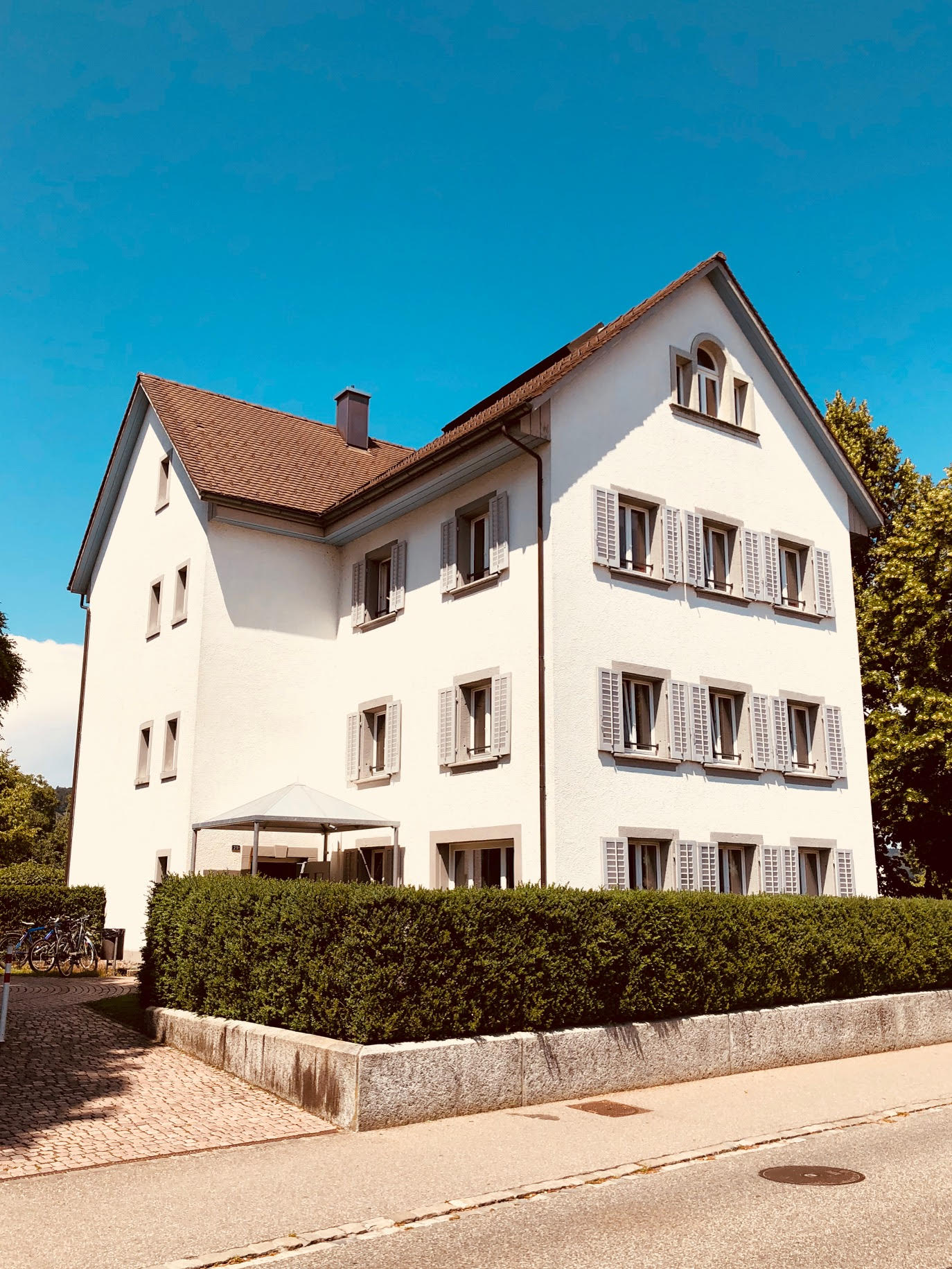
Altes Schuelhüsli (Windisch)

Das Alte Schuelhüsli oder Altes Schulhaus ist ein ehemaliges Schulgebäude in Windisch im Kanton Aargau. Es ist ein Schweizer Kulturgut von regionaler Bedeutung und steht im Mitteldorf an der Dorfstrasse 29. Zuvor stand an der Stelle eine Beinhauskapelle, die um 1790 ins Schulhaus inkorporiert wurde. Besitzerin des Gebäudes ist seit 1815 die Gemeinde, heute die Einwohnergemeinde Windisch.

## Bauwerk
Es handelt sich um einen dreigeschossigen Mauerbau mit geradem Giebeldach. Die gefalzten Rechteckfenster mit kräftig profilierten Gesimsen sind aus lokalem Muschelkalk gefertigt. Das winkelförmig abstehende Treppenhaus an der westlichen Traufseite wurde vermutlich im Laufe des 19. Jahrhunderts angefügt. Neben den Fassaden blieb die Dachkonstruktion – ein Pfettendach auf liegendem Stuhl – erhalten.

## Baugeschichte
Die an der Friedhofsmauer gelegene, vorreformatorische Beinhauskapelle an der Stelle des späteren Schulhauses wurde im 15./16. Jahrhundert gebaut; 1790/1793 erfolgte der Umbau zum Schulhaus durch den Schulmeister, Steuermeier und Chorrichter Johannes Rauber. Er bestritt den Umbau auf eigene Kosten. Später erhielt Rauber dafür das ehemalige Schulhaus – zwischen dem Beinhaus und dem Bossarthaus gelegen – als Eigentum. Dieses sogenannte Raubergüetli wurde 1955 durch das neue Kirchgemeindehaus ersetzt. Das Alte Schuelhüsli wurde zeitweise auch als Feuerwehrmagazin und Militärunterkunft genutzt. Beim Umbau von 1987/88 erstellte man neue Geschossdecken. Im Rahmen dieser Arbeiten dokumentierte die Kantonsarchäologie Aargau die Überreste des Beinhauses. Diese doppelgeschossige Kapelle öffnete sich wohl mit Arkaden nach Norden und Osten auf den Friedhof. Dadurch wurde der Vorraum im Erdgeschoss begrenzt, welcher das in den Boden eingelassene Ossarium, wo die ausgegrabenen Knochen der Verstorbenen aufbewahrt wurden, beherbergte. Im Obergeschoss des Beinhauses befand sich der Andachtsraum, der mit Wandmalereien – einer Bollenbandfassung mit schwarzen Blumen – verziert war.